# Cesáreo Corbal Lema
Cesáreo Corbal Lema (Berdeogas, Dumbría, 26 de febrero de 1884- Vigo, 7 de diciembre de 1952) fue un médico y filántropo gallego.

## Biografía
Fue uno de los dos hijos de José Corbal Pintos, maestro cantero, y Josefa Lema López, labradora. Estudió medicina en la Universidad de Santiago de Compostela, finalizando los estudios en 1907. Instaló su consulta en Chapela, Redondela y después en Teis, Vigo, por entonces perteneciente al Concello de Lavadores. Se asoció con el médico de Redondela, Manuel Amoedo Seoane, fundando en la calle Sagunto el Sanatorio de Santa Cristina de Lavadores, «El Magnolio», cerrado en 2009. También atendió a pacientes en el edificio Banco de Vigo. Vivió desde 1926 en la subida al monte de la Guía y después, en la calle Purificación Saavedra.
Durante la Segunda República formó parte de la directiva del Partido Republicano Conservador. Durante la Guerra Civil fue movilizado, trabajando en el hospital que se instaló en el terreno de los jesuitas de Teis.
Realizó una labor altruista asistiendo a quienes no disponían de medios para pagarle, lo que le valió el sobrenombre del «médico de los pobres».
Se casó dos veces y tuvo tres hijos del primer matrimonio. Falleció en Vigo a los 67 años de edad, el 7 de diciembre de 1952.

## Reconocimientos
En 1926, siendo Honorato Fernández Míguez alcalde de Concello de Lavadores, se puso su nombre a la calle que va desde los Caños hacia al Monte de la Guía. En la fachada del Edificio Banco Pastor hay una placa en su memoria. El escultor Francisco Asorey le hizo un monumento, instalado en el Cementerio de Pereiró en 1953.